# Liste des ministres bruxellois de l'Emploi
Voici la liste des ministres de l'Emploi de la Région bruxelloise depuis la création de la fonction en 1989. 
| Nom | Nom        | Nom                      | Parti | Mandat                                                         | Gouvernement(s)                                                                                           | Portefeuille ministériel |
| --- | ---------- | ------------------------ | ----- | -------------------------------------------------------------- | --- | --- |
| 1   |            | Charles Picqué (1948-)   | PS    | 12 juillet 1989 - 15 juillet 1999 (10 ans et 3 jours)          | Picqué I                                                                                                  | Ministre-président et Ministre de l'Aménagement du territoire, du Gouvernement local et de l'Emploi                             |
| 1   | Picqué II  | Charles Picqué (1948-)   | PS    | 12 juillet 1989 - 15 juillet 1999 (10 ans et 3 jours)          | Ministre-président et Ministre de l'Emploi, des Municipalités, de la Sécurité, des Monuments et des Sites | |
| 2   |            | Éric Tomas (1948-)       | PS    | 15 juillet 1999 - 13 juillet 2004 (4 ans, 11 mois et 28 jours) | Simonet I                                                                                                 | Ministre de l'Emploi, de l'Économie, de l'Énergie et du Logement                                                                |
| 2   | de Donnea  | Éric Tomas (1948-)       | PS    | 15 juillet 1999 - 13 juillet 2004 (4 ans, 11 mois et 28 jours) | | Ministre de l'Emploi, de l'Économie, de l'Énergie et du Logement                                                                |
| 2   | Ducarme    | Éric Tomas (1948-)       | PS    | 15 juillet 1999 - 13 juillet 2004 (4 ans, 11 mois et 28 jours) | | Ministre de l'Emploi, de l'Économie, de l'Énergie et du Logement                                                                |
| 2   | Simonet II | Éric Tomas (1948-)       | PS    | 15 juillet 1999 - 13 juillet 2004 (4 ans, 11 mois et 28 jours) | Ministre de l'Emploi, de l'Économie, de l'Énergie, du Logement et de la Politique agricole                | |
| 3   |            | Benoît Cerexhe (1961-)   | cdH   | 13 juillet 2004 - 8 mars 2013 (8 ans, 7 mois et 23 jours)      | Picqué III                                                                                                | Ministre de l'Emploi, de l'Économie, de la Recherche scientifique, de la Lutte contre les incendies et de l'Aide d'urgence      |
| 3   | Picqué IV  | Benoît Cerexhe (1961-)   | cdH   | 13 juillet 2004 - 8 mars 2013 (8 ans, 7 mois et 23 jours)      | Ministre de l'Économie, de l'Emploi, de la Recherche scientifique et du Commerce extérieur                | |
| 4   |            | Céline Fremault (1973-)  | cdH   | 8 mars 2013 - 20 juillet 2014 (1 an, 4 mois et 12 jours)       | Picqué IV                                                                                                 | Ministre de l'Économie, de l'Emploi, de la Recherche scientifique et du Commerce extérieur                                      |
| 4   | Vervoort I | Céline Fremault (1973-)  | cdH   | 8 mars 2013 - 20 juillet 2014 (1 an, 4 mois et 12 jours)       | | Ministre de l'Économie, de l'Emploi, de la Recherche scientifique et du Commerce extérieur                                      |
| 5   |            | Didier Gosuin (1973-)    | FDF   | 20 juillet 2014 - 18 juillet 2019 (4 ans, 11 mois et 28 jours) | Vervoort II                                                                                               | Ministre de l'Emploi, de l'Économie, de la Lutte contre les incendies et de l'Assistance médicale d'urgence                     |
| 6   |            | Bernard Clerfayt (1961-) | DéFI  | 18 juillet 2019 - (5 ans, 7 mois et 25 jours)                  | Vervoort III                                                                                              | Ministre de l’Emploi et de la Formation professionnelle, de la Transition numérique, des Pouvoirs locaux et du Bien-être animal |